# Артиллерийские катера проекта 1204
Артиллерийские катера проекта 1204 «Шмель» — серия советских речных артиллерийских катеров построенных для ВМФ ВС СССР. Кодовое обозначение NATO — «Shmel» class small river patrol gunboats (малые речные патрульные канонерские лодки класса «Шмель»).
Относятся к кораблям 4-го ранга.
Данные катера предназначены для дозорной службы на реках и озёрах, уничтожения речных судов и боевых катеров противника, содействия сухопутным войскам артиллерийско-пулемётным огнём, перевозки личного состава с вооружением при переправах и для действий в бассейнах рек и в прибрежных мелководных районах морей.
В период 1966—1972 годов построено 118 катеров данного проекта.

## История разработки

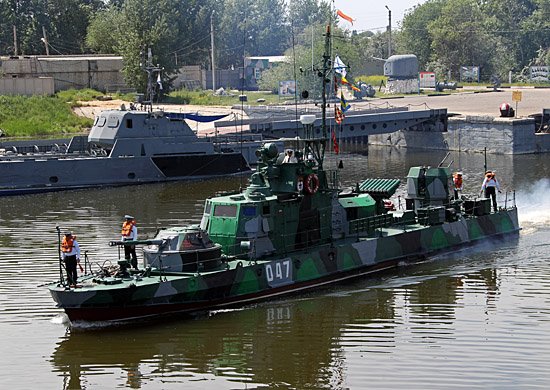
АКА-248 пр. 1204 дивизиона ОВР Каспийской флотилии. 2011

15 марта 1965 года ВМФ СССР и Министерство судостроительной промышленности СССР совместно утвердили тактико-техническое задание (ТТЗ) на проектирование речного артиллерийского катера проекта 1204. При этом все находящиеся в строю бронекатера (БКА) стали классифицироваться как артиллерийские катера (АКА). Проектирование нового артиллерийского катера поручено ЦМКБ «Алмаз», а конструктором назначен Юлий Юльевич Бенуа. Технический проект артиллерийского катера «Шмель» утверждён в конце 1965 года, а в 1966 году после смерти Ю. Ю. Бенуа дальнейшую работу по АКА пр. 1204 продолжил конструктор Леонид Васильевич Озимов.

## Описание катера

### Корпус

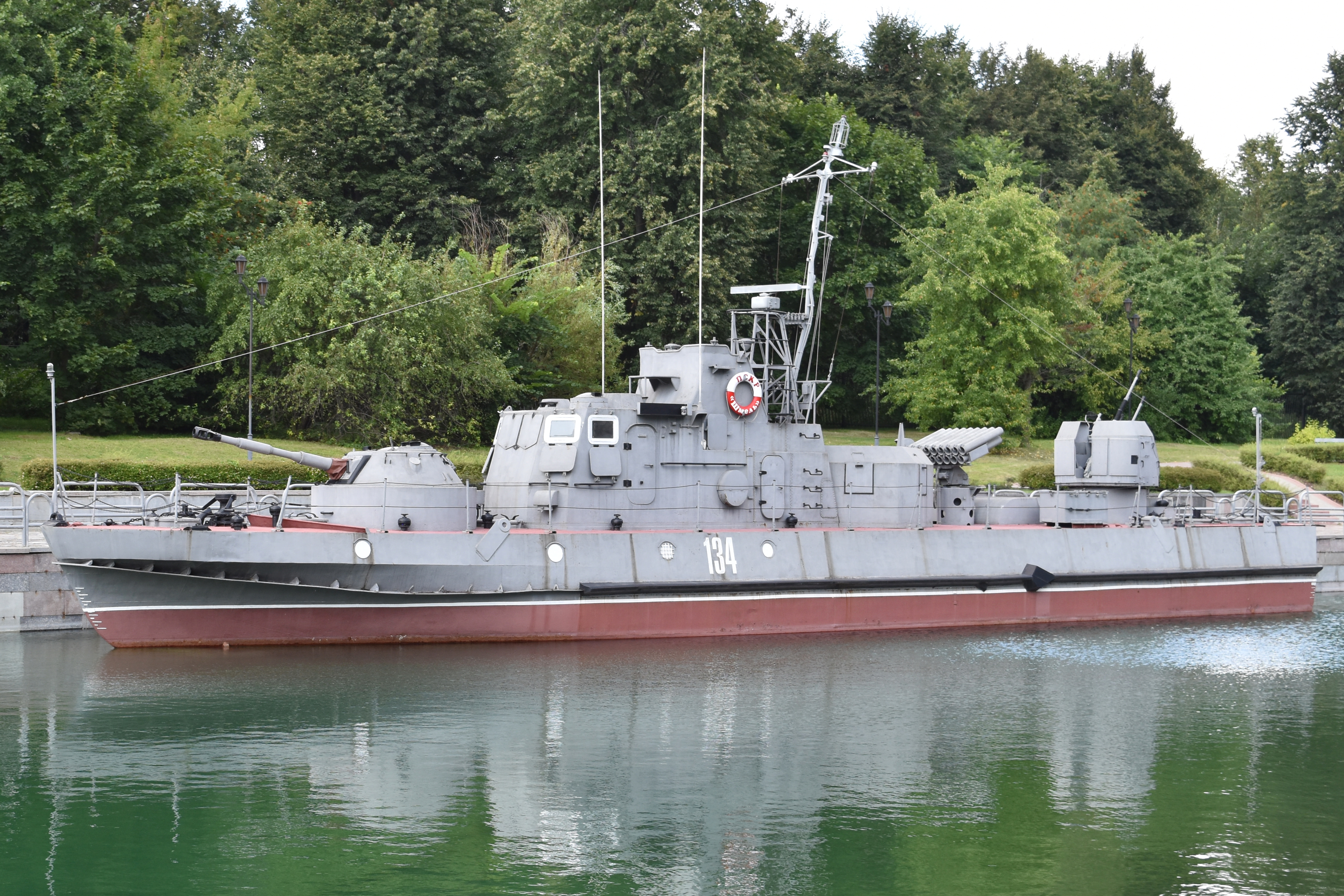
Артиллерийский катер проекта 1204. Москва. 2017. Фотография в высоком разрешении

Стальной корпус АКА пр. 1204 гладкопалубный, в отличие от предыдущих советских БКА пр. 191М, для использования катеров в прибрежных мелководных районах морей, с тоннельным образованием в подводной части в районе гребных винтов для их защиты. Кроме того, увеличен запас прочности корпуса (до 1,75) и он разделён водонепроницаемыми переборками на 11 отсеков.
Деление на отсеки:
1. — Форпик (от 0-го до 4-го шпангоутов);
2. — Кубрик мичманов (4-й — 9-й шпангоуты);
3. — Носовой артиллерийский отсек (9-й — 12-й шпангоуты);
4. — Кубрик команды (12-й — 17-й шпангоуты);
5. — Командирский отсек с радиорубкой (17—21 ½ шпангоуты);
6. — Кубрик команды (21 ½—25 ½ шпангоуты);
7. — Отсек поста управления двигателями (ПУД) (25—29 ½ шпангоуты);
8. — Моторный отсек (генераторное и моторное отделения (29½—33 и 33—41 шпангоуты));
9. — Кормовой подбашенный отсек (41—44 шпангоуты);
10. — Камбуз (44—48 шпангоуты);
11. — Ахтерпик (48 шпангоут — транец)[1].

### Энергетическая установка
Главная энергетическая установка двухвальная с расположением главных двигателей в одном моторном отделении.
Главные двигатели — дизели типа «М-50Ф» мощностью по 1200 л. с. (ресурс до переборки 600 ч.).
Электроэнергетическая система переменного тока с напряжением в 380 В включала два автоматизированных дизель-генератора «ДГА-25-9» мощностью по 25 кВт в генераторном отделении.
На АКА пр. 1204 система дистанционного управления дизельными установками «Орион».
Охлаждение двигателей забортной водой. А у АКА пр. 1204 на р. Амударье оборудована автономная система охлаждения. По бортам катеров сварены регистры из труб, проходя через которые вода из двигателей охлаждалась.

### Радиоэлектронное оборудование
На АКА пр. 1204 навигационные радиолокационные станции «Донец-2» и «Лоция».
Оптические средства наблюдения дополнили электрооптической аппаратурой ночного видения МЭ5 («Тромбон»).

### Навигационное и штурманское вооружение
На АКА пр. 1204 эхолот «НЭЛ-7». Кроме того, для навигационного освещения и световой сигнализации использовался морской прожектор «K-35-3TM».
Прожектор состоит из фонаря, поворотной вилки и основания для установки прожектора на месте работы. Внутри корпуса фонаря стеклянный отражатель, фокусирующее устройство с патроном и лампой, выключатель. К корпусу откидными замками крепятся: для навигационного освещения — рама с купольным стеклом (узкий луч) или с рассеивателем (широкий луч); для световой сигнализации — жалюзи и рама с купольным стеклом. Для защиты от механического разрушения купольного стекла или рассеивателя в нерабочем состоянии на раму устанавливается защитная крышка. К сети прожектор К-35-3ТМ подсоединяется трёхжильным кабелем со штепселем.
Срок службы прожектора 6 лет.
Штурманское вооружение АКА пр. 1204 состоит из гиромагнитного компаса «Градус-2», предназначенного для выработки курса или азимутального направления и выдачи их авторулевому «Самшит-АО 13», и магнитного компаса «КТ-М3м».

### Радиосвязь
Средства радиосвязи на АКА пр. 1204 представлены КВ-радиостанцией Р-617 «Аргон-Фтор-К» и УКВ-радиостанцией Р-619-1 «Графит».

### Обитаемость
Все жилые помещения изолированы от машинного отделения и сгруппированы в носовой части корпуса (2, 4, 5 и 6 отсеки). Между жилыми помещениями и моторным отделением пост управления двигателями (7 отсек), а переборки покрыты вибропоглощающей изоляцией. Также жилые помещения с искусственной вентиляцией, электрическим отоплением, на камбузе электроплита и холодильная камера.

### Автономность
На АКА пр. 1204 запас топлива 4,8 т, запас масла — 0,3 т, а запас пресной воды — 0,165 т; запас провизии на АКА пр. 1204 принимается на 7 суток автономности.
Дальность плавания катера двадцатиузловым ходом 240 миль, а при скорости 10 узлов — 320 миль.

## Вооружение

### Артиллерийское

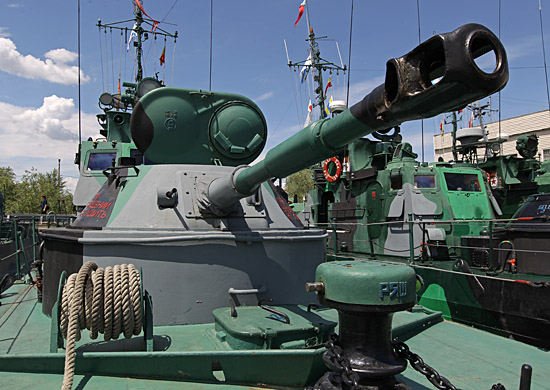
Носовая башня АКА пр. 1204 с 76-мм пушкой. Люк башни открыт. Астрахань. 2011 год

Сначала на АКА пр. 1204 планировали установить 90-мм гладкоствольное орудие Д-62 плавающего танка ПТ-90 (Объект 906), который не был принят на вооружение. Поэтому артиллерийские катера проекта 1204 получили 76-мм танковую пушку 2А16 (Д-56ТС) в башне от другого плавающего танка ПТ-76Б.
Танковая башня ПТ-76Б из листовой брони формы усечённого конуса. В передней части башни прямоугольная амбразура для установки пушки, защищённая броневой маской с кожухом, и отверстия для болтов крепления рамки пушки, которая имеет щёки с отверстиями под цапфы, на которых крепится пушка. Слева от амбразуры пушки (по оси корма — лоб) в рамке отверстие для прицела, защищённое бронировкой, с правой стороны — амбразура для пулемёта. С левой стороны башни вварен бронированный стакан для антенного основания. В корме башни вварен бронированный колпак вентилятора. Слева от него отверстие под проводку к аппарату ТПУ командира десанта. Снаружи к бронелистам башни приварены четыре крюка для захвата башни тросами при её снятии и установке. В крыше башни овальный посадочный люк, закрываемый крышкой. На крышке люка на шариковой опоре вращающаяся командирская башенка, в которой два прибора наблюдения ТНП без увеличения и прибор наблюдения «ТПКУ-1» («ТПКУ-2») с пятикратным увеличением. Впереди справа от люка отверстие для прибора наблюдения «МК-4» заряжающего. С внутренней стороны на крыше башни горизонтальный поручень для удобства командира башни-наводчика. Шариковая опора башни — радиально-упорный шарикоподшипник, обоймы которого погоны башни. Вращение башни вручную или электроприводом «ЭПБ-4».

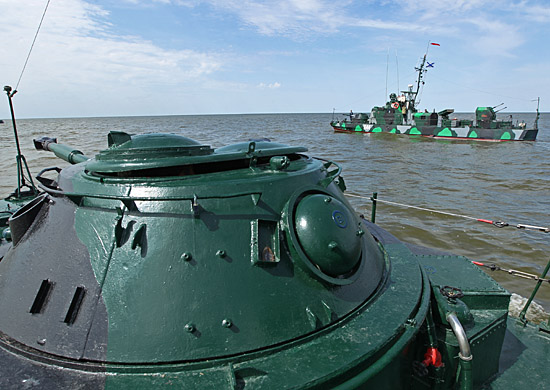
Носовая башня АКА пр. 1204 с 76-мм пушкой сзади-слева. Виден колпак вентилятора. 2011

76-мм пушка 2А16 (Д-56ТС) с дульным тормозом, эжекционной продувкой ствола и с двухплоскостным стабилизатором вооружения СТП-2П «Заря» спаренной установки пушки и пулемёта СГМТ. Также в системе электроспуска пушки 2А16 (Д-56ТС) предохранители от преждевременного выстрела при не вполне закрытом затворе и прибор автоблокировки в системе стабилизации, выключающий электроспуски при наведении пулемёта и пушки в опасные сектора (на рубку). Темп стрельбы из пушки 2А16 (Д-56ТС) до 10 выстр./мин, прицельная скорострельность — 7 выстр./мин.
Прицеливание наводчиком-командиром башни по телескопическому шарнирному прицелу «ТШК-2-66» или по боковому уровню и угломерному кругу на погоне башни. Наведение пушки 2А16 (Д-56ТС) вращением рукоятки маховика вертикального наведения и поворотом башни ручным приводом или, при включённом стабилизаторе, с помощью пульта управления электрическими приводами вертикального и горизонтального наведения. Целеуказание наводчик-командир башни получал из рубки от командира катера по внутрикорабельной связи.
Также в танковой башне спаренный с пушкой 7,62-мм танковый пулемёт СГМТ (станковый модернизированный пулемёт обр. 1943 г. конструкции Горюнова, танковый) или ПКТ.
Барбет носовой башни ПТ-76Б часто использовался при буксировке АКА пр. 1204, поскольку при обычном креплении буксирный конец вырывал якорный шпиль из палубы катера при недопустимо высокой скорости буксировки.

### Ракетное

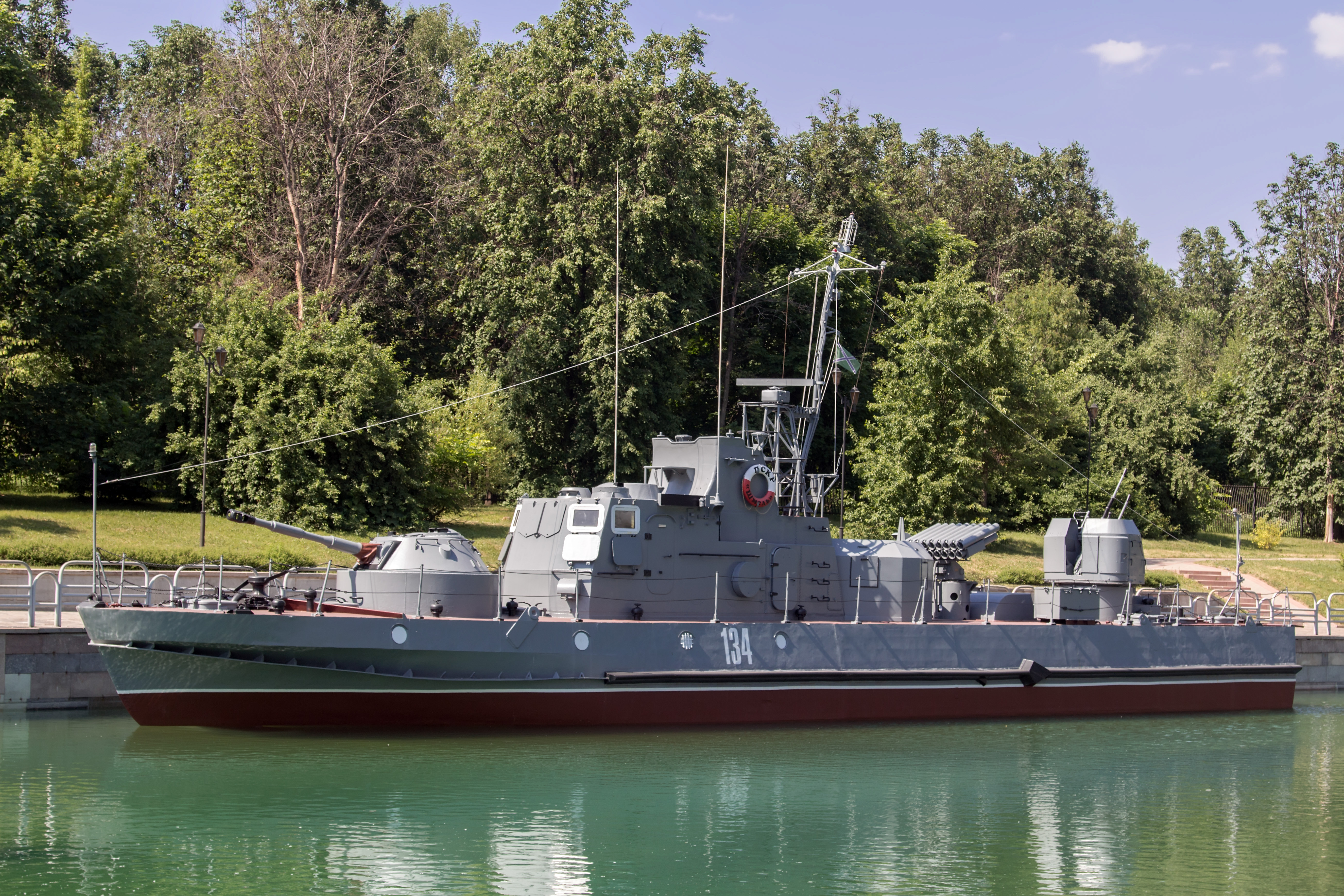
При большом увеличении видна и пусковая установка БМ-14-17 АКА пр. 1204. Москва. 2014

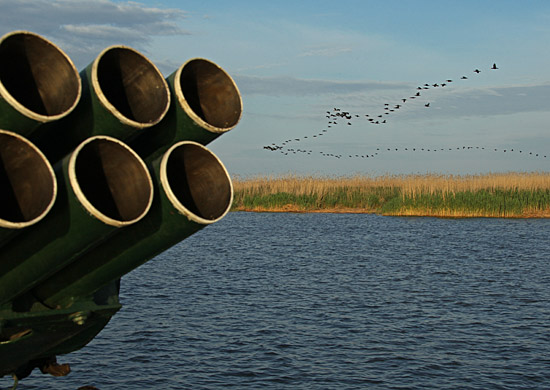
Трубы-направляющие пусковой установки БМ-14-17 АКА пр. 1204

По аналогии с вооружением БКА пр. 1125 и пр. 1124 реактивными установками «М-8-М» и «М-13-М», на АКА пр. 1204 установили пусковую установку ракет (раннее называлась пусковая установка реактивных снарядов) БМ-14-17 (Индекс ГРАУ 8У36) с 17-ю направляющими длиной 1100 мм, расположенных в пакете в два яруса. В верхнем ярусе 9 направляющих, а в нижнем ярусе — 8, закреплённых в люльке, установленной на смонтированной на палубе катера тумбе. Заряжание и наведение на цель установки БМ-14-17 подъёмным и поворотным механизмами, имеющими ручной привод с палубы. Прицельная стрельба по береговым целям могла вестись только с неподвижного катера при отсутствии качки. Боекомплект установки БМ-14-17 из 34 осколочно-фугасных неуправляемых реактивных снарядов «М-14ОФ» в ящиках по бортам на палубе.
При проектировании АКА пр. 1204 также предусматривалось его оснащение двумя установками противотанкового ракетного комплекса (ПТРК) 9К11 «Малютка» (боезапас 4 ПТУР) побортно в районе 7-8 шпангоутов с пультом управления на мостике. Но ПТРК «Малютка» имел ручную систему управления: оператор через оптический прицел следил за ракетой и вручную управлял ею по проводам. Подобная прицельная стрельба из ПТРК при движении катера, тем более при волнении, была невозможна. В результате не удалось достичь стабилизации прицела и от ПТРК отказались.
По аналогичной причине отказались от возможности размещения 120-мм миномета в районе палубы (30 шпация) от ходовой рубки до кормовой установки 2М-6.

### Зенитное

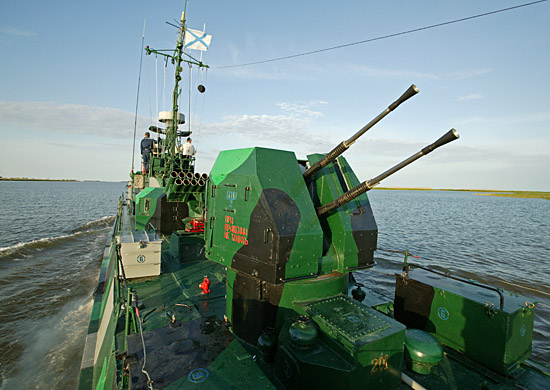
Спаренная АУ 2М-3М спереди-справа

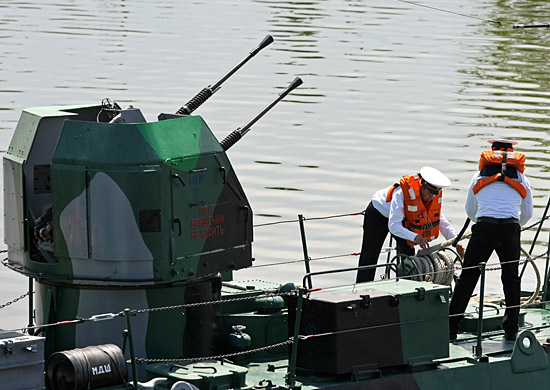
АУ 2М-3М сзади-справа. У ног матроса минные рельсы

В качестве средства ПВО и самообороны в кормовой части артиллерийского катера была размещена одна 14,5-мм ЗПУ 2М-6, которая ранее устанавливалась и на БКА пр. 191М и 192. При закреплённых на палубе катера минах стрельба из ЗПУ 2М-6 исключалась. При модернизации пулемётную установку 2М-6 заменили на 25-мм спаренную артустановку 2М-3М.

### Минное
Для постановки мин в корме катера устанавливались скаты и минные рельсы, на которых могли размещаться до 10 малых морских якорных гальваноударных мин типа «ЯМ» обр. 1943 г. или до 4 малых донных мин типа «ИГДМ-500» обр. 1957 года.

## Бронирование
У АКА пр. 1204 забронированы следующие участки: рубка (стенки 10 мм, крыша 4-5 мм), борта (броневой пояс толщиной 8 мм от 26-го до 46-го шпангоута), палуба в районе моторного отделения и поста управления двигателями (4-5 мм), башня от ПТ-76Б (лоб 15 мм, стенки 10 мм, крыша 10 мм), барбет башни, где размещался боезапас (10 мм), ЗПУ 2М-6 (7+7 мм), барбет ЗПУ (10 мм) и переборка на 26-м шпангоуте (4 мм). Вертикальная броня защищала от поражения 7,62-мм пулей со 100 м и дальше и от мелких осколков

## Строительство

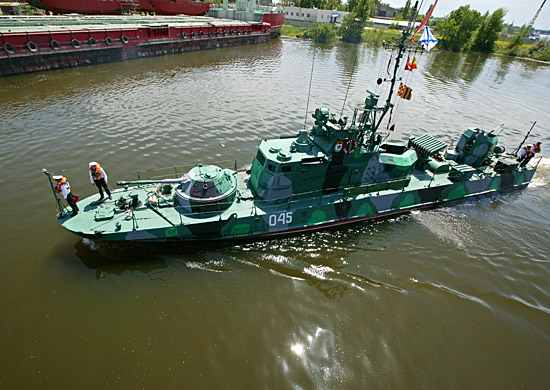
АКА пр. 1204. Дивизион ОВР ККФ. Видны 2М-3М и каземат. 2011

В 1967 году на судостроительном заводе (ССЗ) «Залив» в Керчи после постройки головного катера развёрнуто крупносерийное производство АКА пр. 1204. Также, производство катеров было налажено в Николаеве (ССЗ им. 61 коммунара) и в Ленинграде (производственное объединение «Алмаз»). Всего с 1967 по 1972 гг. на трёх заводах построено 118 артиллерийских катеров пр. 1204. Из них 56 катеров получил ВМФ СССР (Балтийский флот 10, Тихоокеанский — 30 и Черноморский — 16), а 62 катера — морские части погранвойск КГБ СССР.

### Модернизация
В процессе эксплуатации в состав вооружения АКА пр. 1204 вносили изменения: 14,5-мм зенитную пулемётную установку 2М-6 заменили на 25-мм спаренную артустановку 2М-3М, а в середине 1970-х гг. на некоторых катерах в середине корпуса за рубкой установили каземат с бойницами для четырёх 30-мм гранатомётов БП-30; зенитное вооружение катера дополнили двумя пусковыми установками переносного зенитно-ракетного комплекса «Стрела-2М» (боекомплект 8 ракет), при этом полное водоизмещение модернизированных катеров достигло 77,4 т. На некоторых АКА пр.1204 установили крепления для размещения многоствольного реактивного гранатомета «Огонёк».

## История службы
В советское время экипаж АКА пр. 1204 состоял из командира — офицера в звании от лейтенанта до капитан-лейтенанта, помощника командира и механика (мичманы), и нескольких матросов.

### Амур
- 49-я дивизия речных кораблей ТОФ (г. Хабаровск: 1 дивизион АКА (днака), 1 дивизион консервации; г. Благовещенск: 139 днака в составе 74-й бригады речных кораблй); (г. Дальнереченск): 15 однака
- Дальневосточный пограничный округ
  - 11-я отдельная бригада пограничных сторожевых кораблей (11 ОБПСКР) с. Джалинда, Сковородинского р-на Амурской обл.
  - 12 ОБПСКР г. Благовещенск
  - 13 ОБРПСКР с. Нижнеленинское, Еврейская автономная область
  - 14 ОБПСКР с. Казакевичево, Хабаровский край
  - 15 ОБПСКР г. Дальнереченск, Приморский край

### Чёрное море
На Черноморском флоте АКА пр. 1204 поступали в состав 327-го гвардейского Белградского дивизиона артиллерийских катеров 116-й Краснознамённой бригады речных кораблей, который базировался в Кислицком военном городке, расположенного на левом берегу Кислицкого рукава р. Дунай, напротив острова Кислицкий и на окраине с. Кислицы. Всего с 1968 г. по 1974 г. поступило 14 АКА пр.1204. Отправлявшиеся на консервацию АКА пр. 1204 передавались 356-му (с 1973 года 405-му) экипажу консервации АКА 21-го дивизиона кораблей резерва, также базировавшегося на окраине с. Кислицы.
- Одесская манёвренная база:
  - 18 ОБРПСКР Краснознамённого Западного пограничного округа г. Одесса

После распада Советского союза Украине достался дивизион из 8 бронекатеров проекта 1204 «Шмель» с дислокацией в Измаильском районе, однако в 1990-е годы они были переданы Пограничной службе Украины. В 2009 году в Измаильском отряде морской охраны числилось 4 бронекатера проекта 1204 «Шмель»: BG-81 «Лубни» (Лубны), BG-82 «Канив» (Канев), BG-83 «Нижин» (Нежин) и BG-84 «Измаил». По данным Александра Храмчихина в декабре 2015 года на Украине было 2 катера проекта 1204 на вооружении и 2 катера проекта 1204 в отстое. В 2016-м году BG84 «Измаил», BG83 «Нежин» и BG82 «Лубны» прошли доковый ремонт на судоремонтном заводе «Дунайсудосервис», однако, в отличие от них, планы по списанию BG-82 «Канив» (Канев) остались в силе. Весной 2019 Николаевское судоремонтное предприятие ООО «Магистраль-Юг» провело ремонт артиллерийских установок ПТ-76Б катеров пр. 1204 «Шмель» Морской Охраны ГПСУ (ДПСУ).

### Балтийское море

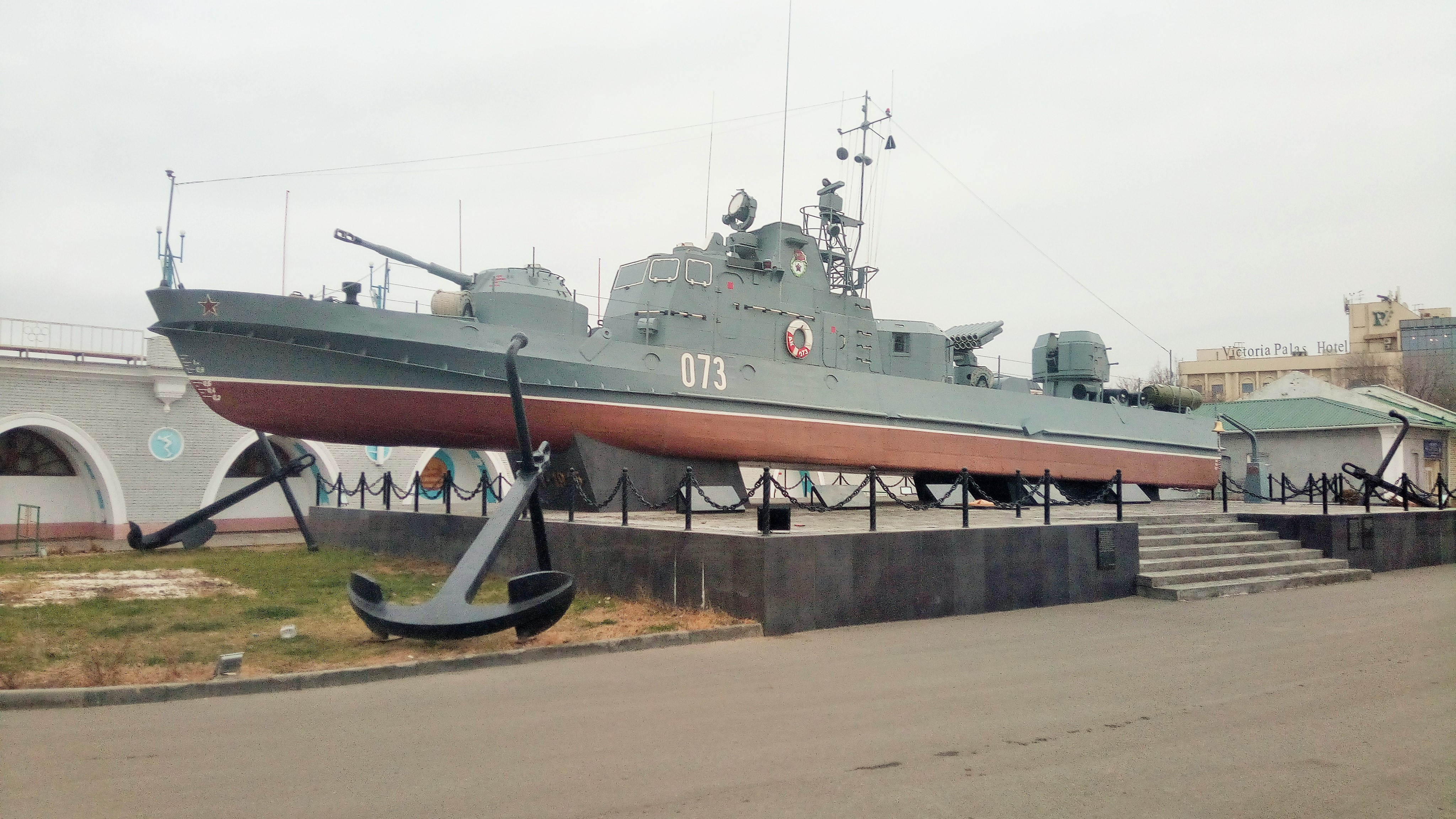
АК-202 «Шмель» на постаменте в Астрахани

- 3-я (Балтийская) отдельная ордена Красной Звезды бригада пограничных сторожевых кораблей Краснознамённой Калининградской группы пограничных войск Федеральной пограничной службы РФ (Пограничное управление ФСБ России по Калининградской области)
  - 20-я ОБРПСКР Таллин ОДПСКК г. Хаапсалу
- 4-я ОБРПСКР г Псков.

### Средняя Азия
- 22-я ОБРПСКР (с 1981 по 1988 годы — 45 одск) Краснознамённый Среднеазиатский пограничный округ г. Термез, Ленинское. Вошла в состав ПВ Узбекистана в 1992—1993 годах.

### Каспийская флотилия
- В составе 327-го гвардейского Краснознамённого дивизиона артиллерийских кораблей «Золотой Затон» г. Астрахань.

Весной 2018 года два катера ВМФ России были переброшены в Азовское море с целью усиления охраны Крымского моста.

## На вооружении

### Бывшие
- СССР
- Камбоджа
- Узбекистан в начале 2000-х годов еще оставалось 3 бронекатера проекта 1204[26].

### Современные
- Россия: 4 катера в составе КФл
- Украина: 3 катера в составе ГПСУ и 1 на хранении:
  - «Лубны» (БГ-82) в строю.
  - «Нежин» (БГ-83) в строю.
  - «Измаил» (БГ-84) в строю.
  - «Канев» (BG-81) на стоянке в ожидании утилизации[27][28].

## Оценка проекта

### Достоинства
- Возможность перевозки катера железнодорожным транспортом;
- Улучшение обитаемости и мореходности (до 3 баллов) по сравнению с предыдущими проектами советских речных катеров (бронекатера 191М и 192).

### Недостатки
- Слабое артиллерийское вооружение;
- Недостаточное бронирование катера, которое может защитить лишь от поражения пулей калибра 7,62 мм и от осколков снарядов и мин.

## Аналоги
- Артиллерийские катера проекта 368РС (АКА пр. 368РС) — были созданы на основе катеров-торпедоловов проекта «Т368». Строились небольшой серией с 1965 года. АКА пр. 368РС при водоизмещении 84,7/92,8 тонн имели вооружение: одну 25 мм АУ 2М-3М, одну 14,5 мм ЗПУ 2М-7, одну 17-ствольную 140 мм ПУ НУРС БМ-14-17 и один 55 мм гранатомёт МРГ-1[29].
- Shantou class gunboats (артиллерийские катера типа 55A «Шаньтоу») — китайские артиллерийские катера, кодовое обозначение НАТО — «Swatow class». Прототипом были торпедные катера проекта 183, которые выпускали по лицензии СССР в Китае. но в отличие от прототипа АКА Шаньтоу имели стальной корпус, усиленное артиллерийское вооружение. Кроме того, были демонтированы торпедные установки и установлены менее мощные двигатели. АКА Шаньтоу были поставлены в КНДР и Вьетнам[30].
- Chaho class gunboats (артиллерийские катера типа Чахо) — корейские артиллерийские катера артиллерийские катера для огневой поддержки десанта, также созданные на основе торпедного катера проекта 183. У АКА Чахо корпус был из стали и он имел вооружение: одну 40-ствольную РСЗО БМ-21, одну ЗУ-23-2, одну ЗПУ-2. Для ВМФ КНДР построено 62 АКА Чахо. Также поставлялились Ирану[31].
- Chongjin class gunboats (артиллерийские катера типа «Чхонджин») — корейские артиллерийские катера — ещё одна артиллерийская разновидность торпедного катера проекта 183. На АКА были установлена одна 85-мм танковая пушка ЗИС-С-53 в башне от танка Т-34-85 и две ЗПУ 2М-5. В 1974—1980 годах для ВМФ КНДР построили 54 АКА Чхонджин[32].
- Zafar class gunboats (артиллерийские катера типа Зафар) — иранская копия артиллерийских катеров Чахо. АКА Зафар имели аналогичный корпус, но отличались двигателями и вооружением[33].
- VB 76 class small river patrol monitors (малые речные патрульные мониторы типа ВБ 76) — румынские речные патрульные малые мониторы типа «VB 76» («vedeta blindante mici»), построенные в количестве 18 единиц на верфи в г. Тулча в период с 1974 по 1977 годы[34]. Представляют значительно переработанный проект советских бронекатеров проекта 1125, внешне эти спроектированные в начале 70х гг XX века корабли напоминают советские бронекатера пр 191М и 192, поставленных в Румынию в 1952 году. Они имеют низкий надводный борт и характерный «горб» в средней части. 76-мм пушка в башне специальной конструкции, на ходовой рубке вторая пулемётная установка и антенна радиолокационной станции. Данные о системе бронирования и толщине брони отсутствуют[1]. Поступали в состав Дунайской флотилии ВМС Румынии[35].

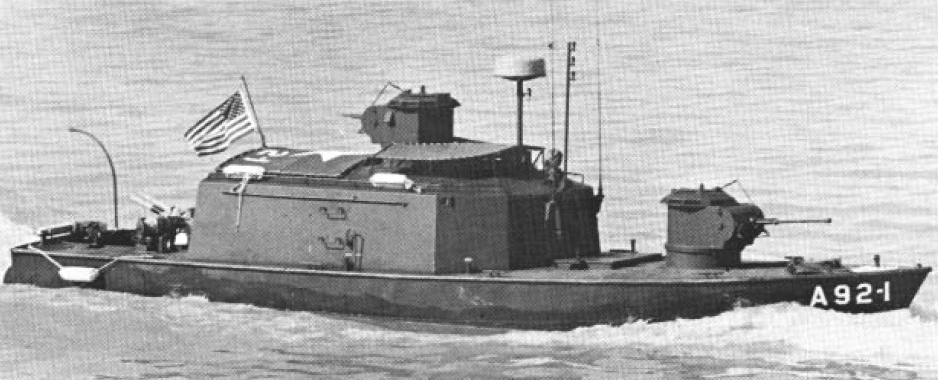
ASPB во Вьетнаме. 1968

- Assault Support Patrol Boats (ASPB) (штурмовые патрульные катера поддержки) — единственные специально спроектированные в 1965 году американские артиллерийские катера для боевых действий на р. Меконг катера (прозвище «Альфа-боты») предназначались для огневой поддержки десанта, эскортирования конвоев, обороны баз, траления якорных мин. Катера ASPB имели противоминный корпус, 6-мм алюминиевую броню (защита от 7,62-мм бронебойных пуль на расстоянии 75 м), скорость в 16 узлов. При водоизмещении 36,5 тонн катера ASPB были вооружены двумя 20-мм автоматическими пушками «Мк.16 Mod 4» в башнях «Mark48», установленными на носу и на крыше рубки, одним миномётом «М2» калибра 81-мм и 12,7-мм пулемётом «M2» на одной оригинальной подставке на корме катера. Также катера ASPB довооружались двумя автоматическими гранатомётами «Mk.20»[36]. В конце 1969 года катера ASPB были оснащены двумя 4-ствольными 3,5-дюймовыми ракетными установками Mk 47. Экипаж катера ASPB состоял из 6 человек.

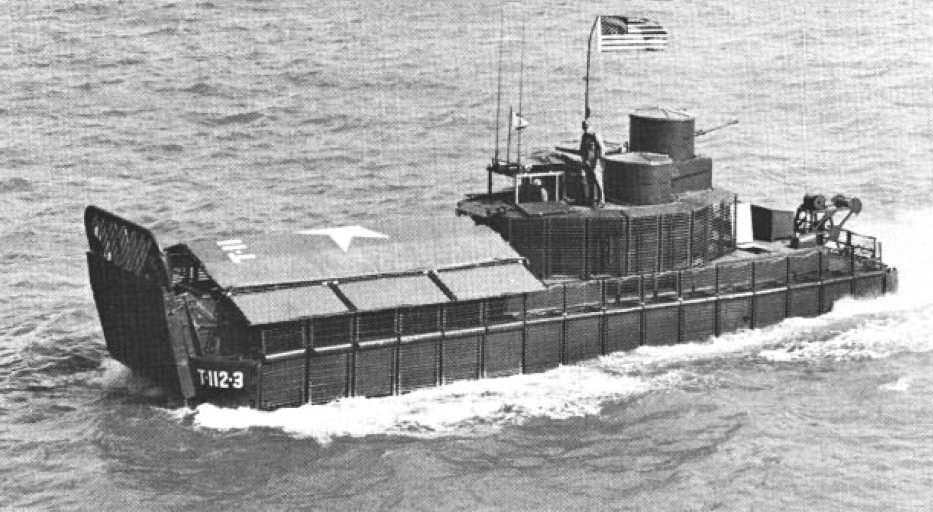
ATC во Вьетнаме. 1968

- Armored Troop Carrier (ATC) (бронированный перевозчик отряда) — бронированные катера транспортёры групп личного состава ATC (прозвище «Танго-боты») водоизмещением 77 тонн, созданные переоборудованием десантного катера времён Второй мировой войны типа «LСM-6», предназначались для перевозки 40 пехотинев. Для прикрытия десанта катера ATC были оснащены пушками (2 20-мм «Мк.16 Mod 4»), пулемётами (4 7,62-мм M60 и 2 12,7-мм M2) и автоматическим гранатомётом (1 40-мм Mk 19 Mod 0)[37]. «Речные бронетранспортёры», так называли ATC, развивали скорость в 8,5 узлов.

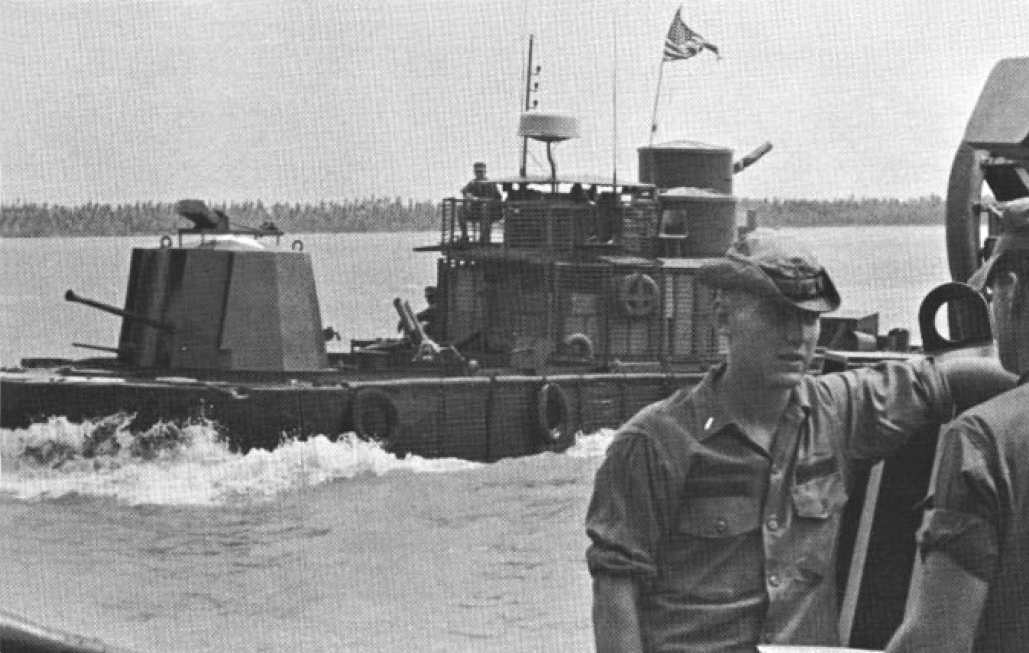
Monitor во Вьетнаме. 1968

- Monitor (MON) (монитор) — речной монитор «MON» (прозвище «Майк») создан в 1966 году на базе десантного катера времён Второй мировой войны типа «LСM-6» для боевых действий во Вьетнаме. Аппарель десантного катера убиралась и вместо неё оборудовалась остроконечная носовая часть, перед корпуса закрывался бронепалубой, на которой размещалась башня Mk 52 с 40-мм автоматической пушкой M1 (модернизированная шведская пушка «Бофорс») и 12,7-мм пулемётом M2. На ходовой рубке монитора дополнительно устанавливали три башни с 20-мм пушкой Мк.16 и 12,7-мм пулемётами. Кроме того, в трюме между носовой башней и рубкой устанавливали 81-мм миномёт М2, а на бортовых шкворневых установках — два пулемета М60[38]. Штатное вооружение экипажа было усилено 3 гранатомётами «М79». В 1968 году вооружение мониторов было усилено путём установки 105-мм гаубицы «М49» в башне «T172» вместо 40-мм пушки. Водоизмещение монитора составило 83 тонны. Также некоторые мониторы стали огнемётными (прозвище «Зиппо»), на них устанавливались две башни «M8» с огнемётами «Mi 0-8» взамен обычного вооружения, при этом на крыше рубки оставляли одну пулемётную башню. Все мониторы оснащались решётками для защиты от РПГ.

## В массовой культуре

### В кино
АКА пр. 1204 можно увидеть в следующих советских кинофильмах:
- «Секретный фарватер»: АКА пр. 1204 после дооборудования исполнили роль торпедных катеров типа «Комсомолец».
- «Порох»: АКА пр. 1204 появился в качестве катера поставщика дымовой завесы для прикрытия баржи с порохом.

### Модели АКА пр. 1204
Издательство «Дом Бумаги» выпускает модель АКА пр. 1204 для сборки из бумаги в масштабе 1:100.